# Pozla Gora
Pozla Gora – wieś w Chorwacji, w żupanii dubrownicko-neretwiańskiej, w gminie Pojezerje. W 2011 roku liczyła 62 mieszkańców.